# 陈外欧
陈外欧（1910年—1984年），中国人民解放军将领、中国人民解放军开国少将。
曾任中国人民解放军总参谋部测绘局局长。1955年，授予中国人民解放军少将。